# Stazione di Tratalias
La stazione di Tratalias era una fermata ferroviaria a servizio del comune di Tratalias, posta lungo la dismessa linea Siliqua-San Giovanni Suergiu-Calasetta.

## Storia
La nascita dell'impianto risale alla metà degli anni venti del Novecento, periodo di realizzazione della rete ferroviaria pubblica a scartamento ridotto del Sulcis-Iglesiente portata avanti dalla Ferrovie Meridionali Sarde, che dello scalo sarà l'unico gestore nel corso della sua storia. La costruzione della fermata fu conseguenza di un cambio del percorso rispetto al tracciato inizialmente progettato per la ferrovia, che avrebbe previsto il passaggio dei binari parallelamente alla SS 195 e la realizzazione di un impianto comune per la originaria borgata di Palmas (nel comune di San Giovanni Suergiu) e quella di Tratalias, che avrebbe avuto quindi il proprio scalo ferroviario di riferimento ad alcuni chilometri a sud dal proprio abitato.
Data l'impossibilità per l'amministrazione di Tratalias di realizzare una strada di collegamento con la stazione, il progetto fu modificato e la ferrovia fu deviata verso questo comune: con la modifica il sedime si sviluppò immediatamente a nord dell'originario abitato di Tratalias dove sorse la fermata che fu infine inaugurata come l'intera rete FMS il 13 maggio 1926; con l'avvio dell'esercizio ferroviario dieci giorni dopo.
L'impianto rimase in attività sino al 1º settembre 1974, data di chiusura all'esercizio delle ferrovie gestite da FMS, il cui esercizio fu da allora sostituito da servizi di autocorse. L'ex scalo ferroviario, compreso ora tra il vecchio ed il nuovo centro abitato di Tratalias, fu disarmato negli anni successivi: di esso rimase in piedi il solo fabbricato viaggiatori, poi demolito negli anni duemila per lasciar posto ad una nuova costruzione.

## Strutture e impianti

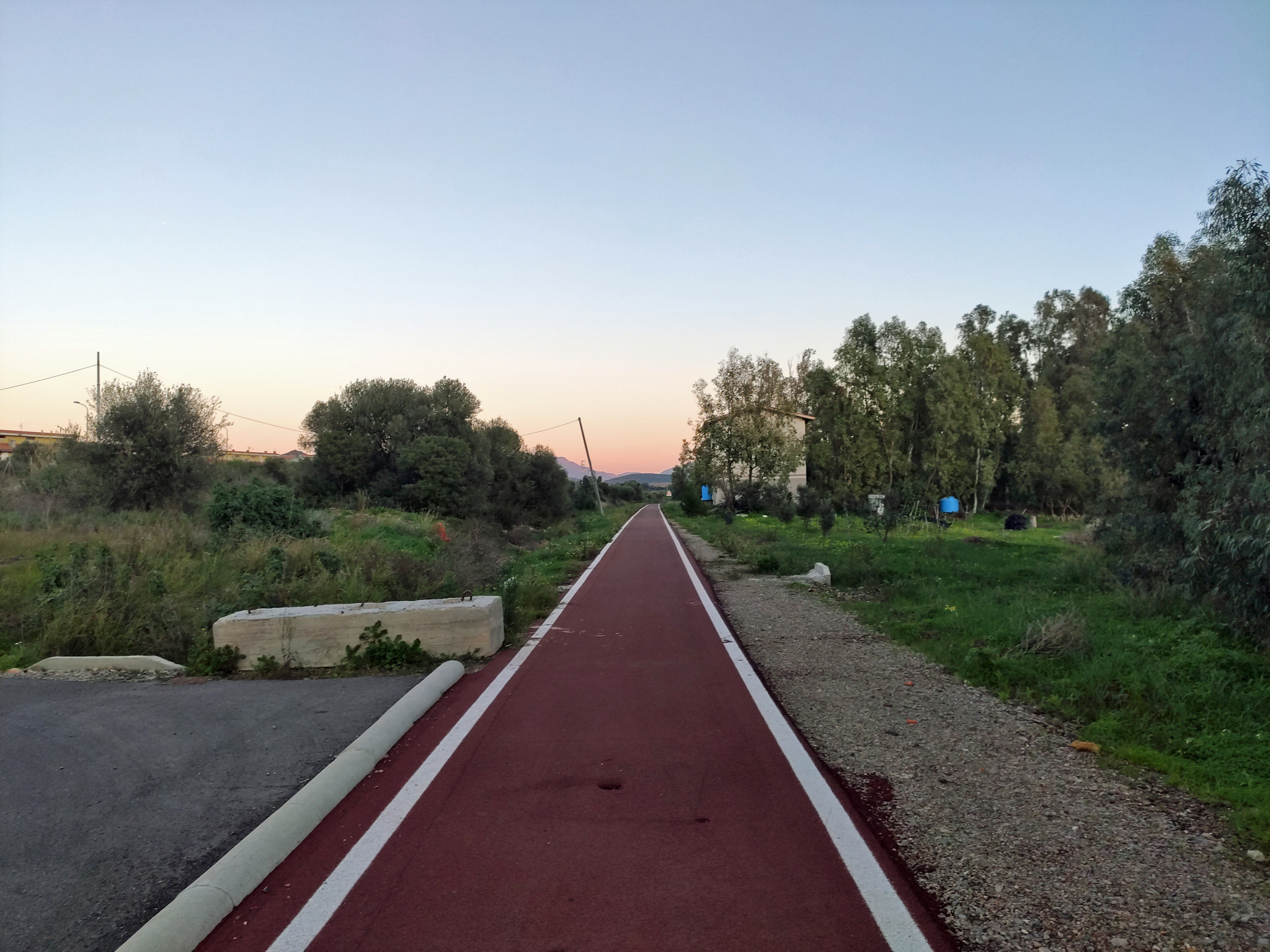
l'area della stazione nel 2019, attraversata dalla pista ciclabile sorta nel sedime ferroviario. L'edificio nascosto dagli alberi è stato realizzato laddove era ubicato il fabbricato viaggiatori

Dal 1974 lo scalo non è più attivo e l'infrastruttura ferroviaria in esso presente è stata smantellata negli anni successivi.
Durante l'attività l'impianto, sebbene classificato dalle FMS come stazione, presentava caratteristiche di fermata, essendo dotato di un unico binario passante, avente scartamento da 950 mm e servito da una banchina, da cui si diramava un tronchino per il servizio merci. Lo scalo era dotato inoltre di un fabbricato viaggiatori avente pianta pressoché quadrata con estensione su due piani (più tetto a falde in laterizi) e con due accessi sul lato binari.
La gestione del traffico ferroviario avveniva in loco, a cura del Assuntore della fermata.

## Movimento
Nel periodo in cui fu attiva la fermata era servita dai treni delle Ferrovie Meridionali Sarde.

## Servizi
L'impianto presentava una biglietteria a sportello e una sala d'attesa, ospitati nel fabbricato viaggiatori.
- Biglietteria a sportello
- Sala d'attesa